# Xã Erienna, Quận Grundy, Illinois
Xã Erienna (tiếng Anh: Erienna Township) là một xã thuộc quận Grundy, tiểu bang Illinois, Hoa Kỳ. Năm 2010, dân số của xã này là 2.217 người.